# Breefok

Voorbeeld van een breefok

De breefok is een smal en hoog razeil, bestemd voor voordewindse koersen op kleinere scheepstypes. Onder andere in gebruik op het Zeeuws Waterschip en op de Volendammer kwak. Tegenwoordig nog wel te zien op sommige zeilende charterschepen, als bijzeil.